# Řízení spotřeby
Řízení spotřeby (power management) je vlastnost některých elektronických zařízení, zvláště fotokopírek, počítačů, grafických procesorů a počítačových periférií jako třeba monitorů a tiskáren, jež v případě nepoužívání vypnou napájení nebo přepnou systém do režimu snížené spotřeby. Ve výpočetní technice je to známo jako PC power management, který je postaven na standardu zvaném ACPI, jež nahradil APM.

## Motivace
Řízení spotřeby je pro počítačové systémy žádáno z mnoha důvodů:
- Celkově redukuje spotřebu elektrické energie
- Prodlužuje životnost baterie pro přenosné a vestavěné systémy
- Redukuje nutnost chlazení systému
- Snižuje hluk vydávaný systémem
- Snižuje provozní náklady na energii a chlazení

Nižší spotřeba elektrické energie také znamená nižší provozní teplotu, což zvyšuje stabilitu systému, a snižuje dopady na životní prostředí.

## Techniky na úrovni procesoru
Power management pro mikroprocesory může být pro celý procesor, nebo jen pro specifické komponenty jako jsou cache paměť a hlavní paměť.
S dynamickým škálováním napětí a dynamickým škálováním frekvence může být sníženo napětí u jader CPU, taktovací frekvence, popřípadě oboje. To zajistí snížení spotřeby energie za cenu snížení výkonu. Občas se využívá u systémů běžících v reálném čase pro optimalizaci kompromisu mezi výkonem a spotřebou energie. Procesory umí také selektivně vypnout určité okruhy.

### Heterogenní výpočetní technika
Architektura ARM big.LITTLE od ARM Holding umí migrovat procesy mezi rychlejšími „velkými“ jádry a na spotřebu energie mnohem efektivnějšími „malými“ jádry.

## Techniky na úrovni operačních systémů

### Spánek
Při aktivaci spánku (anglicky sleep mode) je počítač vypnut, ale je zachováno napájení pamětí RAM. Po zapnutí počítače je obnoven stav procesoru (CPU) a grafického procesoru (GPU), což je velmi rychlé. Při výpadku napájení (nebo úplného vybití baterie) je stav paměti RAM ztracen a systém musí nastartovat znovu od začátku (uživatel může přijít o rozdělanou práci).
Ve Windows je umožněn od verze 98. Do verze XP byl však označován jako úsporný režim a jako režim spánku se ve Windows 2000 a XP nazývá hibernace.

### Hibernace
Když počítačový systém hibernuje, obsah RAM je uložen na disk a systém se vypne (anglicky suspend to disk). Jakmile se systém spustí, jsou data z disku načtena zpět do paměti a je obnoven stav počítače do stavu před hibernací. Hibernace systému umožňuje být kompletně vypnut. Hibernace vyžaduje soubor o velikosti instalované RAM, který je uložen na disku a je mu umožněno využívat kapacitu disku, i když systém není v režimu hibernace. Hibernace je možná ve Windows od verze 2000 a může být uživatelem povolena nebo zakázána. V systému Linux je možné obsah paměti před uložením na disk komprimovat a tím ušetřit na disku místo (a urychlit pak jeho obnovení).

### Hybridní režim
V hybridním režimu je obsah paměti uložen na disk, ale počítač se nevypne a je uveden jen do spánku (zůstávají napájeny paměti). To umožňuje rychlé probuzení počítače. Při vybití baterií se může počítač rovnou vypnout, protože po zapnutí se obnoví stav z disku. Hybridní režim podporují systémy od Windows 7 (2009), Linux od verze jádra 3.6 (rok 2012).

### Řízení spotřeby GPU
Grafické procesory se používají spolu s CPU k urychlení výpočtů v různých oblastech. Velký výpočetní výkon získáme za cenu vysoké spotřeby elektrické energie. V praxi se používají dvě řešení tohoto problému: dynamické škálování napětí/dynamické škálování frekvence a clock gating.